# Ћубасти агути
Ћубасти агути (лат. Dasyprocta cristata) је сисар из реда глодара (Rodentia) и породице агутија (Dasyproctidae).

## Распрострањење
Ареал врсте је ограничен на мањи број држава. Врста настањује станишта у Гвајани, Суринаму и Француској Гвајани.

## Станиште
Станиште врсте су шуме.

## Угроженост
Подаци о распрострањености и угрожености ове врсте су недовољни.